# Anton von Schmerling
Anton von Schmerling (Vienna, 1805 – 1893) è stato un politico austriaco.
Importante deputato all'Assemblea di Francoforte, dal luglio all'agosto 1848 fu presidente del consiglio, Ministro dell'interno e Ministro degli affari esteri del Secondo Reich.
Nel 1849 divenne Ministro della giustizia e poi (1860) Ministro di Stato sino al 1865 e dal 1867 senatore a vita.